# Kor (postać fikcyjna)

Kor (Cor) – fikcyjna postać z serii książkowej Opowieści z Narnii brytyjskiego pisarza fantasy C.S. Lewisa.
W powieści jest synem króla Luny porwanym w dzieciństwie przez Bara - kancelarza króla. W czasie bitwy odegranej na morzu między królem i Barem, pewien rycerz dostał rozkaz zabrania go ze statku i uciekania do Kalormenu. Z łodzi wyciągnął go Arszisz i wychowywał przez kilkanaście lat, nadając mu imię Szasta. Uciekł stamtąd na północ, gdzie miał się dostać do Narnii z mówiącym koniem Brim oraz z księżniczką Arawis i jej klaczą Hwin. W swej wędrówce spotykał Aslana oraz przeżywał wiele przygód. Gdy dotarł do Archenlandii dowiedział się o swoim pochodzeniu i o tym, że ma brata bliźniaka - Korina